# P-5 (Marschflugkörper)
Der P-5 Pjatjorka (russisch П-5 Пятёрка) war ein Marschflugkörper, der in der Sowjetunion entwickelt wurde. Er konnte von U-Booten sowie Lastkraftwagen transportiert und gestartet werden. Der P-5 war der erste Marschflugkörper der Sowjetischen Marine. Die NATO-Codenamen lauten SS-N-3C Shaddock und SS-C-1A Shaddock.

## Entwicklung
Der Ursprung des P-5-Marschflugkörpers geht auf die späten 1940er-Jahre zurück. Die Entwickler um Wladimir Nikolajewitsch Tschelomei arbeiteten ein Konzept für einen Marschflugkörper aus, der von U-Booten gestartet, einen Nukleargefechtskopf gegen stationäre Landziele zum Einsatz bringen konnte. Dieser MD-1-Marschflugkörper hatte eine projektierte Reichweite von 500 km. Das Zentralkomitee um Josef Stalin zeigte aber kein Interesse an diesem Konzept, so dass dieses nicht weiterverfolgt wurde. Nach dem Tod von Stalin wandten sich im April 1955 hochrangige Offiziere der Sowjetischen Marine in einem Schreiben an Nikita Chruschtschow und schlugen darin die Entwicklung eines Marschflugkörpers für U-Boote vor. Noch im selben Jahr forderte das Zentralkomitee der KpdSU und der Ministerrat der UdSSR die Konstrukteure Berijew und Tschelomei auf, entsprechende Entwürfe auszuarbeiten. Daraufhin schlug Berijew seinen Entwurf P-10 und Tschelomei den P-5 vor, welcher auf dem MD-1 basierte. Der Entwicklungsauftrag wurde Tschelomei zugesprochen, welcher zu diesem Zweck das OKB-52 Tschelomei ins Leben rufen konnte. Dort sollte innerhalb von fünf Jahren der Marschflugkörper entwickelt werden.
Im OKB-52 sahen sich die Konstrukteure mit einer großen Anzahl Herausforderungen konfrontiert. Es galt einen Marschflugkörper zu entwickeln, welcher klein genug war, um von U-Booten transportiert und gestartet werden zu können. Eine besondere Herausforderung war die Entwicklung von neuartigen Tragflächen. Bei der Entwicklung des Marschflugkörpers wurden folgende Grundprinzipien festgelegt: der Flugkörper sollte aus einem Transport- und Startbehälter gestartet werden und die Tragflächen sollten sich erst nach dem Start entfalten. Auf die Idee der faltbaren Tragflächen soll Tschelomei beim Schließen von Fensterläden gekommen sein. Der erste Teststart eines P-5-Marschflugkörpers (noch ohne Lenksystem und faltbare Tragflächen) erfolgte am 12. März 1957 auf dem Testgelände NII-2. Danach wurden die Schießversuche ins Testgelände Kapustin Jar verlegt. Ab August 1957 wurden Schießversuche ab einem Ponton auf dem Testgelände Balaklawa bei der Krim durchgeführt. Zwischen November 1957 und Januar 1959 startete das U-Boot S-146, ein umgebautes Boot der 613 Whiskey-Klasse auf dem Marinetestgelände Njonoksa 21 P-5-Marschflugkörper für abschließende Tests. Während der Entwicklung entstanden beim OKB-52 auch die Entwürfe P-5SN (mit Radarhöhenmesser), P-5RG (ein Seezielflugkörper), P-5N/P-5NA (Luft-Boden-Raketen), P-5K sowie der P-5ChW-10 (mit radarabsorbierender Beschichtung). Keiner dieser Entwürfe kam über das Prototypenstadium hinaus. Am 19. Juni 1959 wurde das 4K34-Raketensystem mit dem P-5-Marschflugkörper offiziell in die Bewaffnung der sowjetischen Marine aufgenommen. Für seine Leistungen wurde Tschelomei den Leninorden und dem OKB-52 den Leninpreis verliehen.
Die Serienfertigung erfolgte im Werk Nr. 292 in Saratow und im Werk Nr. 99 in Ulan-Ude. Insgesamt wurden rund 360 P-5 hergestellt. Basierend auf dem P-5-Entwurf entstanden die Seezielflugkörper P-6 und P-35. Später bildeten diese Lenkflugkörper die Grundlage für den Seezielflugkörper P-500 Basalt.

## Technik

Zeichnung des P-5-Marschflugkörpers

Der P-5 war ein U-Boot-basierter Marschflugkörper zur Bekämpfung von stationären Küstenzielen. Die startbereiten Lenkflugkörper waren in zylinderförmigen Transport- und Startbehälter untergebracht und wurden aus diesen gestartet. Diese SM-49-Startbehälter waren außerhalb des Druckkörpers vom U-Boot angebracht. Die wasserdichten Behälter waren mit Stickstoff befüllt, hatten eine Länge von rund 12 m sowie einen Innendurchmesser von 1,65 m. Für den Flugkörperstart wurde der Behälter in der Vertikalen in einem Winkel von 14° angestellt. Neben der U-Boot-basierten P-5 existierte auch eine kurzlebige Ausführung für den Start ab Lastkraftwagen.
Die aerodynamische Auslegung des P-5-Marschflugkörpers entsprach der eines Flugzeuges. Der Flugkörper hatte eine Länge von 11,75 m. Das Leergewicht lag bei 2800 kg. Das Startgewicht mit den Feststoffboostern am Heck betrug 5370 kg und ohne Booster 4300 kg. Der stromlinienförmige Rumpf war aus Duraluminium und Stahl gefertigt. Etwa auf halber Rumpflänge waren zwei Tragflächen mit einer Spannweite von 3,0 m und einer Pfeilung von 27° montiert. Diese Flächen waren, während sich der Lenkflugkörper in dem Transport- und Startbehälter befand, an den Rumpf angelegt. Sie entfalteten sich mit einem Hydraulikantrieb unmittelbar nach dem Start. An jeder Tragfläche befand sich ein Höhenruder. Im Bereich der Tragflächen war unten am Rumpf der Lufteinlass platziert. Am Heck waren oben zwei kleine Stabilisierungsflächen angebracht. Unten am Heck war das faltbare Leitwerk montiert. Angetrieben wurde der Flugkörper von einem KRD-26-Turbojet mit einer Schubkraft von 22,1 kN. Als Kraftstoff wurde T-1-Kerosin verwendet. Dafür befand sich in der mittleren Rumpfsektion ein Treibstofftank. Am Heck waren für den Flugkörperstart zwei PRD-34-Feststoffbooster angebracht. Diese entwickelten für zwei Sekunden eine Schub von 179,5 kN. Danach waren sie ausgebrannt und wurden abgeworfen. Gesteuert wurde der P-5-Marschflugkörper von dem AP-70A-Autopilot mit einem Inertialen Navigationssystem sowie einem barometrischen Höhenmesser. Anfänglich waren die Flugkörper mit einem Nukleargefechtskopf mit einer Sprengleistung von 200 kT bestückt. Später wurde ein Gefechtskopf mit 650 kT verwendet. Die Gefechtsköpfe hatten ein Gewicht von 870 bis 1000 kg. Weiter standen für die P-5 der Gefechtskopf Tuman-1 mit dem chemischen Kampfstoff Soman (russische Bezeichnung R-55) und später VR (russische Bezeichnung R-33) zur Verfügung.

## Varianten

### 4K34 / P-5
Bei der Ursprungsversion wird das Gesamtsystem 4K34 und der Lenkflugkörper P-5 bezeichnet. Das 4K34-System wurde im Juni 1959 in die Bewaffnung der sowjetischen Marine aufgenommen. Die Fluggeschwindigkeit betrug 338–384 m/s (Mach 0,98–1,12) und die maximale Reichweite lag bei 430–650 km. Die Marschflughöhe betrug rund 400 m. Bei der maximalen Reichweite wurde ein Streukreisradius (CEP) von rund 3 km erreicht. Ab 1962 wurden die P-5 zur Ausführung P-5D umgerüstet, bzw. durch diese ersetzt.

### 4K95 / P-5D
Das Vorgängermodell P-5 entstand unter großem Zeitdruck und einige der geplanten Technologien und Verbesserungen konnten nicht in laufende Entwicklung eingebracht werden. So begann man im OKB-52 im Jahr 1958 mit der Entwicklung einer verbesserten Ausführung des P-5-Marschflugkörpers. Dieser wurde vom September 1959 bis Juli 1961 getestet und am 2. März 1962 bei der sowjetischen Marine in Dienst gestellt. Dort wurde das Gesamtsystem 4K95 und der Flugkörper P-5D bezeichnet.
Bei dem P-5D-Marschflugkörper handelte es sich um nachgerüstete P-5 wie auch um neuproduzierte Flugkörper. Sie verwendeten den verbesserten AP-70D-Autopiloten sowie den neuen RV-5M-Doppler-Radar zur Höhenmessung. Daneben wurde der Parus-Velozimeter und Driftmeter zum Korrigieren der Abdrift verbaut. Weiter wurde das Heck abgeändert, so dass die Lenkflugkörperlänge nun 11,75 m betrug. Der P-5D-Flugkörper flog auf einer verringerten Flughöhe von 200–250 m und erreichte bei der maximalen Reichweite von 650 km einen Streukreisradius (CEP) von rund 1 km. 1966 wurde das 4K95-System außer Dienst gestellt.

### 2K17 / S-5 / FKR-2

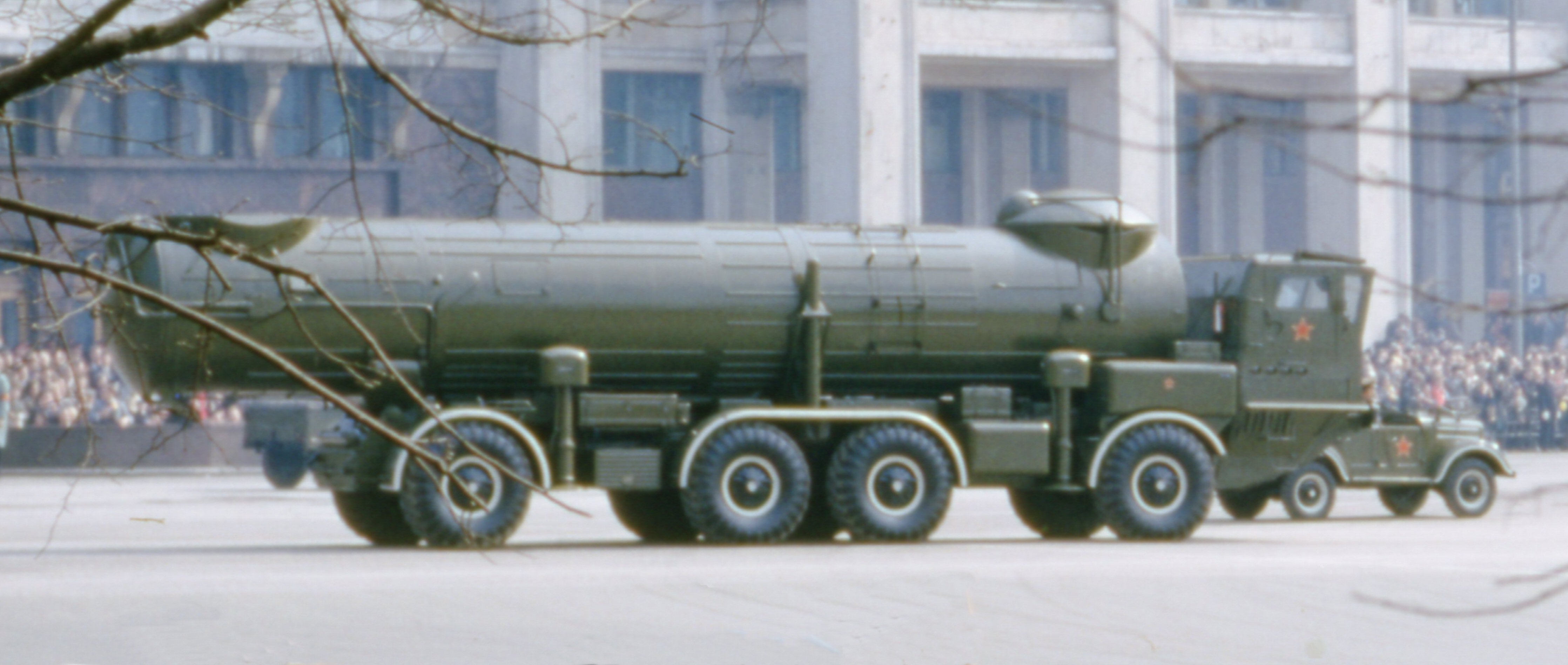
S-5-Startfahrzeug im Jahr 1964.

Der FKR-2 war eine fahrzeuggebundene Ausführung der P-5 zum Einsatz gegen stationäre Landziele. In der Sowjetarmee wurden sie Front-Marschflugkörper (russisch фронтовых крылатых ракет) bezeichnet. Im GRAU-Index trugen sie die Bezeichnung 2K17. Eine weitere Bezeichnung war P-5S und der NATO-Codename lautete SS-C-1A Shaddock. Auch diese Ausführung entstand im OKB-52 Tschelomei und war im Jahr 1959 einsatzbereit. Bei dem FRK-2 war jeweils ein Transport- und Startbehälter mit einem P-5D-Marschflugkörper auf einem Lastkraftwagen vom Typ BAS-135MB verbaut. Beladen hatte das Fahrzeug ein Gewicht von rund 18 Tonnen. Die maximale Schussdistanz betrug rund 550 km. Im Jahr 1964 wurde das System außer Dienst gestellt.

### P-7
Am 19. Juni 1959 erhielt das OKB-52 den Auftrag zur Entwicklung des P-7-Marschflugkörpers. Dieser sollte auf dem P-5D-Entwurf basieren und über eine deutlich gesteigerte Reichweite verfügen. Ab April 1961 fanden Schießversuche auf dem Testgelände Balaklawa bei der Krim statt. Ab Oktober 1962 wurden Schießversuche ab dem U-Boot S-159 der 644 Whiskey Twin Cylinder-Klasse im Marinetestgelände Njonoksa am Weißen Meer durchgeführt. Nach dem Start von 23 P-7-Marschflugkörpern wurde die Entwicklung durch das Zentralkomitee der KpdSU am 2. August 1965 abgebrochen. Die Bekämpfung von Landzielen wurde nun von den U-Booten der Projekt 667A Yankee-Klasse mit U-Boot-gestützten ballistischen Raketen übernommen.
Der P-7-Marschflugkörper verwendete den neuen AP-71-Autopiloten. Weiter wurde neben einem neuen Radar-Altimeter ein verbessertes Turbojet-Triebwerk mit geringerem Kraftstoffverbrauch verwendet. Der neue Marschflugkörper wog rund 6600 kg. Bei einer Flughöhe von 100 m hatte er eine Reichweite von rund 1000 km. Angedacht war die Bestückung mit einem Nukleargefechtskopf mit einer Sprengleistung von 1000 kT.

## Stationierung & Einsatzkonzept

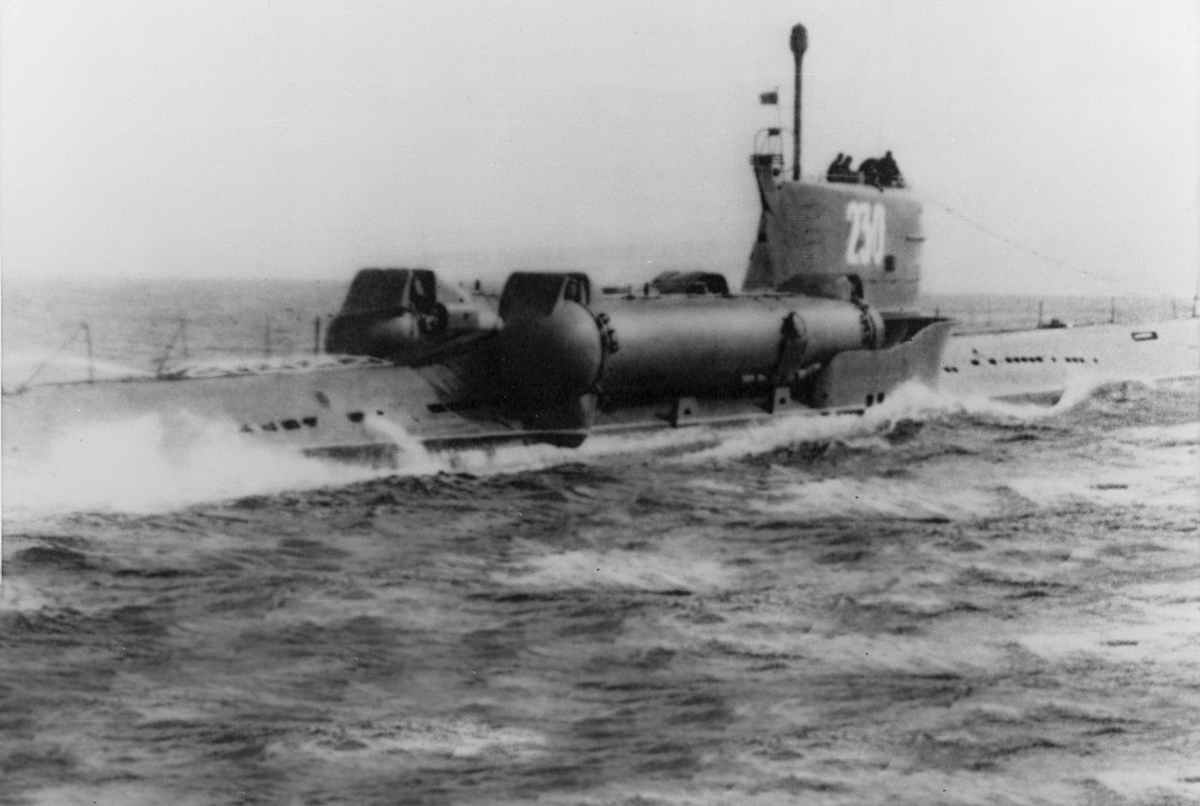
Startbehälter auf einem U-Boot der 644 Whiskey Twin Cylinder-Klasse

Die P-5-Marschflugkörper war ab 1959 auf vier U-Boot-Klassen der Sowjetischen Marine stationiert. Der startbereite Flugkörper konnte für drei Monate im Transport- und Startbehälter auf dem U-Boot transportiert werden. Danach musste er zur Wartung an Land gebracht werden. Nachdem ein Startbefehl eingegangen war, musste das U-Boot die Fahrt stoppen und mit dem Sever bzw. Sila-Navigationssystem die aktuelle Position bestimmen. Zur Unterstützung wurde aus dem Turm des U-Bootes eine Antenne mit dem Lyra-Astronavigation-System an die Meeresoberfläche ausgefahren. Die Startvorbereitungen dauerten 35–40 Minuten, derweilen das U-Boot die Position halten musste. Der Flugkörperstart konnte nur an der Meeresoberfläche erfolgen, wofür das U-Boot auftauchen musste. Nach dem Auftauchen wurden 4–6 Minuten für die abschließenden Startvorbereitungen benötigte. Der Start konnte bei einem Seegang bis zu Stärke 4–5 erfolgen. Für den Flugkörperstart wurden die Transport- und Startbehälter in der Vertikalen in einem Winkel von 14° angestellt und geöffnet. Danach konnten die Flugkörper in kurzer Folge gestartet werden. Waren die Flugkörper gestartet, wurden die Startbehälter wieder verschlossen und das U-Boot konnte abtauchen. Nach dem Start nahm der Flugkörper eine Marschflughöhe von 400 m ein und flog nach dem Fire-and-Forget-Prinzip zum Ziel. Die Reichweite und die Fluggeschwindigkeit des P-5 hing stark von der Umgebungstemperatur ab. Bei einer Temperatur von −24° betrug die Fluggeschwindigkeit 338 m/s (Mach 0,98) und die maximale Reichweite rund 430 km. Bei einer Temperatur von 40° lag die Fluggeschwindigkeit bei 384 m/s (Mach 1,12) und die maximale Reichweite bei rund 650 km. Der Nukleargefechtskopf wurde mit einem Uhrwerkzünder in der Luft oder mit einem Aufschlagzünder bei Bodenkontakt gezündet. Je nach Version wurde bei der maximalen Reichweite ein Streukreisradius (CEP) von 1–3 km erreicht.

## Verbreitung und Status
Der P-5 wurde nur innerhalb der Sowjetarmee verwendet und wurde nicht exportiert. Im Jahr 1966 wurden die letzten P-5 außer Dienst gestellt. Folgende U-Boot-Klassen waren damit ausgerüstet:
- 6 U-Boote der 644 Whiskey Twin Cylinder-Klasse mit je zwei P-5
- 16 U-Boote der 651 Juliett-Klasse mit je vier P-5
- 5 U-Boote der 659 Echo-I-Klasse mit je sechs P-5
- 6 U-Boote der 665 Whiskey Long Bin-Klasse mit je vier P-5